# Liste von Terroranschlägen in London
Die Liste von Terroranschlägen in London listet in London verübte Terroranschläge auf.

## Erläuterung
In der Spalte Politische Ausrichtung ist die politische bzw. weltanschauliche Einordnung der Täter angegeben: faschistisch, rassistisch, nationalistisch, nationalsozialistisch, sozialistisch, kommunistisch, antiimperialistisch, islamistisch (schiitisch, sunnitisch, deobandisch, salafistisch, wahhabitisch), hinduistisch. Bei vorrangig auf staatliche Unabhängigkeit oder Autonomie zielender Ausrichtung ist autonomistisch vorangestellt, gefolgt von der Region oder der Volksgruppe und ggf. weiteren Merkmalen der Täter: armenisch, irisch (katholisch), kurdisch, tirolisch, tschetschenisch, dagestanisch, punjabisch (sikhistisch), palästinensisch.
Die Opferzahlen der Anschläge werden farbig dargestellt:

## Vor 1970
| Datum/Beginn     | Betroffenes Land       | Anschlag           | Täter | Politische Ausrichtung | Mittel      | Ziel               | Tote | Verletzte | Hintergrund        |
| ---------------- | ---------------------- | ------------------ | ----- | ---------------------- | ----------- | ------------------ | ---- | --------- | ------------------ |
| 30. Oktober 1883 | Vereinigtes Königreich | Anschlag in London |       |                        | Sprengsätze | 2 U-Bahn-Stationen | 0    | 70        | Nordirlandkonflikt |

## 1973
| Datum/Beginn      | Betroffenes Land       | Anschlag           | Täter | Politische Ausrichtung            | Mittel      | Ziel                                   | Tote | Verletzte | Hintergrund        |
| ----------------- | ---------------------- | ------------------ | ----- | --------------------------------- | ----------- | -------------------------------------- | ---- | --------- | ------------------ |
| 08. März 1973     | Vereinigtes Königreich | Anschlag in London | PIRA  | autonomistisch, irisch-katholisch | Autobomben  | Old Bailey, Landwirtschaftsministerium | 1    | 238       | Nordirlandkonflikt |
| 18. Dezember 1973 | Vereinigtes Königreich | Anschlag in London | IRA   | autonomistisch, irisch-katholisch | Sprengstoff | Regierungsgebäude                      | 0    | 34        | Nordirlandkonflikt |

## 1974
| Datum/Beginn      | Betroffenes Land       | Anschlag           | Täter    | Politische Ausrichtung            | Mittel      | Ziel                  | Tote | Verletzte | Hintergrund        |
| ----------------- | ---------------------- | ------------------ | -------- | --------------------------------- | ----------- | --------------------- | ---- | --------- | ------------------ |
| 17. Juni 1974     | Vereinigtes Königreich | Anschlag in London | PIRA     | autonomistisch, irisch-katholisch | Sprengstoff | Palace of Westminster | 0    | 11        | Nordirlandkonflikt |
| 17. Juli 1974     | Vereinigtes Königreich | Anschlag in London | PIRA     | autonomistisch, irisch-katholisch | Sprengstoff | Tower of London       | 1    | 41        | Nordirlandkonflikt |
| 07. November 1974 | Vereinigtes Königreich | Anschlag in London | Red Flag |                                   | Sprengstoff | Lokal                 | 1    | 19        | Nordirlandkonflikt |

## 1975
| Datum/Beginn       | Betroffenes Land       | Anschlag           | Täter | Politische Ausrichtung            | Mittel      | Ziel           | Tote | Verletzte | Hintergrund        |
| ------------------ | ---------------------- | ------------------ | ----- | --------------------------------- | ----------- | -------------- | ---- | --------- | ------------------ |
| 05. September 1975 | Vereinigtes Königreich | Anschlag in London | PIRA  | autonomistisch, irisch-katholisch | Sprengstoff | Hotel          | 2    | 63        | Nordirlandkonflikt |
| 09. Oktober 1975   | Vereinigtes Königreich | Anschlag in London | IRA   | autonomistisch, irisch-katholisch | Zeitbombe   | Bushaltestelle | 1    | 20        | Nordirlandkonflikt |
| 29. Oktober 1975   | Vereinigtes Königreich | Anschlag in London | IRA   | autonomistisch, irisch-katholisch | Sprengstoff | Restaurant     | 0    | 18        | Nordirlandkonflikt |

## 1977
| Datum/Beginn     | Betroffenes Land       | Anschlag           | Täter | Politische Ausrichtung                            | Mittel        | Ziel  | Tote | Verletzte | Hintergrund        |
| ---------------- | ---------------------- | ------------------ | ----- | ------------------------------------------------- | ------------- | ----- | ---- | --------- | ------------------ |
| 14. Oktober 1977 | Vereinigtes Königreich | Anschlag in London | IRA   | autonomistisch, irisch-republikanisch, katholisch | Brandstiftung | Lokal | 0    | 14        | Nordirlandkonflikt |

## 1978
| Datum/Beginn    | Betroffenes Land       | Anschlag           | Täter | Politische Ausrichtung         | Mittel                      | Ziel                        | Tote | Verletzte | Hintergrund                           |
| --------------- | ---------------------- | ------------------ | ----- | ------------------------------ | --------------------------- | --------------------------- | ---- | --------- | ------------------------------------- |
| 20. August 1978 | Vereinigtes Königreich | Anschlag in London | PFLP  | autonomistisch-palästinensisch | Automatische Schusswaffe(n) | El-Al-Crewmitglieder in Bus | 2    | 9         | Israelisch-Palästinensischer Konflikt |

## 1981
| Datum/Beginn     | Betroffenes Land       | Anschlag           | Täter | Politische Ausrichtung                            | Mittel    | Ziel    | Tote | Verletzte | Hintergrund        |
| ---------------- | ---------------------- | ------------------ | ----- | ------------------------------------------------- | --------- | ------- | ---- | --------- | ------------------ |
| 09. Oktober 1981 | Vereinigtes Königreich | Anschlag in London | IRA   | autonomistisch, irisch-republikanisch, katholisch | Autobombe | Kaserne | 2    | 37        | Nordirlandkonflikt |

## 1982
| Datum/Beginn  | Betroffenes Land       | Anschlag           | Täter | Politische Ausrichtung            | Mittel      | Ziel  | Tote | Verletzte | Hintergrund        |
| ------------- | ---------------------- | ------------------ | ----- | --------------------------------- | ----------- | ----- | ---- | --------- | ------------------ |
| 20. Juli 1982 | Vereinigtes Königreich | Anschlag in London | PIRA  | autonomistisch, irisch-katholisch | Sprengstoff | Parks | 11   | 50        | Nordirlandkonflikt |

## 1983
| Datum/Beginn      | Betroffenes Land       | Anschlag           | Täter | Politische Ausrichtung            | Mittel    | Ziel     | Tote | Verletzte | Hintergrund        |
| ----------------- | ---------------------- | ------------------ | ----- | --------------------------------- | --------- | -------- | ---- | --------- | ------------------ |
| 17. Dezember 1983 | Vereinigtes Königreich | Anschlag in London | PIRA  | autonomistisch, irisch-katholisch | Autobombe | Kaufhaus | 6    | 90        | Nordirlandkonflikt |

## 1984
| Datum/Beginn   | Betroffenes Land       | Anschlag           | Täter              | Politische Ausrichtung | Mittel              | Ziel                               | Tote | Verletzte | Hintergrund |
| -------------- | ---------------------- | ------------------ | ------------------ | ---------------------- | ------------------- | ---------------------------------- | ---- | --------- | ----------- |
| 10. März 1984  | Vereinigtes Königreich | Anschlag in London | Gaddafi-Loyalisten |                        | Sprengstoff         | Lokal                              | 0    | 23        |             |
| 17. April 1984 | Vereinigtes Königreich | Anschlag in London |                    |                        | Maschinenpistole(n) | Libysche Demonstranten, Polizisten | 1    | 11        |             |
| 20. April 1984 | Vereinigtes Königreich | Anschlag in London |                    |                        | Sprengsatz          | Flughafen London Heathrow          | 0    | 22        |             |

## 1986
| Datum/Beginn    | Betroffenes Land       | Anschlag           | Täter | Politische Ausrichtung | Mittel      | Ziel                | Tote |    | Hintergrund |
| --------------- | ---------------------- | ------------------ | ----- | ---------------------- | ----------- | ------------------- | ---- | -- | ----------- |
| 19. August 1986 | Vereinigtes Königreich | Anschlag in London |       |                        | Sprengstoff | Iranisches Geschäft | 1    | 12 |             |

## 1988
| Datum/Beginn    | Betroffenes Land       | Anschlag           | Täter | Politische Ausrichtung                            | Mittel      | Ziel    | Tote | Verletzte | Hintergrund        |
| --------------- | ---------------------- | ------------------ | ----- | ------------------------------------------------- | ----------- | ------- | ---- | --------- | ------------------ |
| 02. August 1988 | Vereinigtes Königreich | Anschlag in London | IRA   | autonomistisch, irisch-republikanisch, katholisch | Sprengstoff | Kaserne | 1    | 14        | Nordirlandkonflikt |

## 1990
| Datum/Beginn  | Betroffenes Land       | Anschlag           | Täter | Politische Ausrichtung                            | Mittel      | Ziel                 | Tote | Verletzte | Hintergrund        |
| ------------- | ---------------------- | ------------------ | ----- | ------------------------------------------------- | ----------- | -------------------- | ---- | --------- | ------------------ |
| 10. Juni 1990 | Vereinigtes Königreich | Anschlag in London | IRA   | autonomistisch, irisch-republikanisch, katholisch | Sprengstoff | Militärhauptquartier | 0    | 17        | Nordirlandkonflikt |

## 1991
| Datum/Beginn     | Betroffenes Land       | Anschlag           | Täter | Politische Ausrichtung            | Mittel      | Ziel     | Tote | Verletzte | Hintergrund        |
| ---------------- | ---------------------- | ------------------ | ----- | --------------------------------- | ----------- | -------- | ---- | --------- | ------------------ |
| 18. Februar 1991 | Vereinigtes Königreich | Anschlag in London | PIRA  | autonomistisch, irisch-katholisch | Sprengsätze | Bahnhöfe | 1    | 40        | Nordirlandkonflikt |

## 1992
| Datum/Beginn      | Betroffenes Land       | Anschlag           | Täter | Politische Ausrichtung                            | Mittel      | Ziel                  | Tote | Verletzte | Hintergrund        |
| ----------------- | ---------------------- | ------------------ | ----- | ------------------------------------------------- | ----------- | --------------------- | ---- | --------- | ------------------ |
| 28. Februar 1992  | Vereinigtes Königreich | Anschlag in London | IRA   | autonomistisch, irisch-republikanisch, katholisch | Sprengstoff | Bahnhof London Bridge | 0    | 21        | Nordirlandkonflikt |
| 10. April 1992    | Vereinigtes Königreich | Anschlag in London | PIRA  | autonomistisch, irisch-katholisch                 | Autobombe   | Bürogebäude           | 3    | 91        | Nordirlandkonflikt |
| 10. Dezember 1992 | Vereinigtes Königreich | Anschlag in London | IRA   | autonomistisch, irisch-republikanisch, katholisch | Sprengstoff | Einkaufszentrum       | 0    | 11        | Nordirlandkonflikt |

## 1993
| Datum/Beginn   | Betroffenes Land       | Anschlag           | Täter | Politische Ausrichtung            | Mittel    | Ziel         | Tote | Verletzte | Hintergrund        |
| -------------- | ---------------------- | ------------------ | ----- | --------------------------------- | --------- | ------------ | ---- | --------- | ------------------ |
| 24. April 1993 | Vereinigtes Königreich | Anschlag in London | PIRA  | autonomistisch, irisch-katholisch | Autobombe | Finanzbezirk | 1    | 44        | Nordirlandkonflikt |

## 1994
| Datum/Beginn  | Betroffenes Land       | Anschlag           | Täter     | Politische Ausrichtung                       | Mittel                | Ziel                  | Tote | Verletzte | Hintergrund                           |
| ------------- | ---------------------- | ------------------ | --------- | -------------------------------------------- | --------------------- | --------------------- | ---- | --------- | ------------------------------------- |
| 26. Juli 1994 | Vereinigtes Königreich | Anschlag in London | Hisbollah | panislamisch, antizionistisch, antisemitisch | Autobombe, Sprengsatz | Israelische Botschaft | 0    | 26        | Israelisch-Palästinensischer Konflikt |

## 1996
| Datum/Beginn     | Betroffenes Land       | Anschlag           | Täter | Politische Ausrichtung            | Mittel    | Ziel         | Tote | Verletzte | Hintergrund        |
| ---------------- | ---------------------- | ------------------ | ----- | --------------------------------- | --------- | ------------ | ---- | --------- | ------------------ |
| 09. Februar 1996 | Vereinigtes Königreich | Anschlag in London | PIRA  | autonomistisch, irisch-katholisch | Autobombe | Canary Wharf | 2    | 200       | Nordirlandkonflikt |

## 1999
| Datum/Beginn   | Betroffenes Land       | Anschlag           | Täter          | Politische Ausrichtung                       | Mittel     | Ziel                | Tote | Verletzte | Hintergrund |
| -------------- | ---------------------- | ------------------ | -------------- | -------------------------------------------- | ---------- | ------------------- | ---- | --------- | ----------- |
| 17. April 1999 | Vereinigtes Königreich | Anschlag in London | David Copeland | nationalsozialistisch, rassistisch           | Nagelbombe | Schwarze Zivilisten | 0    | 45        |             |
| 24. April 1999 | Vereinigtes            | Anschlag in London | David Copeland | nationalsozialistisch, rassistisch           | Nagelbombe | Zivilisten          | 0    | 13        |             |
| 30. April 1999 | Vereinigtes Königreich | Anschlag in London | David Copeland | nationalsozialistisch, rassistisch, homophob | Nagelbombe | Lokal               | 3    | 79        |             |

## 2005
| Datum/Beginn  | Betroffenes Land       | Anschlag           | Täter    | Politische Ausrichtung | Mittel                 | Ziel                           | Tote    | Verletzte | Hintergrund |
| ------------- | ---------------------- | ------------------ | -------- | ---------------------- | ---------------------- | ------------------------------ | ------- | --------- | ----------- |
| 07. Juli 2005 | Vereinigtes Königreich | Anschlag in London | al-Qaida | islamistisch           | 4 Selbstmordattentäter | 3 U-Bahn-Züge, Doppeldeckerbus | 52 (+4) | 784       |             |

## 2016
| Datum/Beginn      | Betroffenes Land       | Anschlag           | Täter        | Politische Ausrichtung | Mittel | Ziel                  | Tote | Verletzte | Hintergrund |
| ----------------- | ---------------------- | ------------------ | ------------ | ---------------------- | ------ | --------------------- | ---- | --------- | ----------- |
| 12. Dezember 2016 | Vereinigtes Königreich | Anschlag in London | Adrian Brown | islamfeindlich         | Messer | Muslimischer Zivilist | 0    | 1         |             |

## 2017
| Datum/Beginn       | Betroffenes Land       | Anschlag           | Täter                                        | Politische Ausrichtung     | Mittel              | Ziel                             | Tote   | Verletzte | Hintergrund |
| ------------------ | ---------------------- | ------------------ | -------------------------------------------- | -------------------------- | ------------------- | -------------------------------- | ------ | --------- | ----------- |
| 22. März 2017      | Vereinigtes Königreich | Anschlag in London | Khalid Masood                                | islamistisch               | Fahrzeug, Messer    | Zivilisten, Polizisten           | 5 (+1) | 50        |             |
| 03. Juni 2017      | Vereinigtes Königreich | Anschlag in London | Khuram Butt, Rachid Redouane, Youssef Zaghba | islamistisch               | Kleinlaster, Messer | Markt, Zivilisten                | 8 (+3) | 48        |             |
| 07. Juni 2017      | Vereinigtes Königreich | Anschlag in London |                                              | islamistisch               | Messer              | Zivilist                         | 0      | 1         |             |
| 19. Juni 2017      | Vereinigtes Königreich | Anschlag in London | Darren Osborne                               | islamfeindlich             | Fahrzeug            | Muslimische Zivilisten           | 1      | 12        |             |
| 21. Juni 2017      | Vereinigtes Königreich | Anschlag in London | John Tomlin                                  | islamfeindlich             | Säure               | Muslimische Zivilisten           | 0      | 2         |             |
| 25. August 2017    | Vereinigtes Königreich | Anschlag in London | Mohiussunnath Chowdhury                      | islamistisch               | Schwert             | Polizisten vor Buckingham Palace | 0      | 3         |             |
| 15. September 2017 | Vereinigtes Königreich | Anschlag in London | Ahmed Hassan (IS)                            | salafistisch, wahhabitisch | Sprengsatz          | U-Bahn-Zug, Zivilisten           | 0      | 30        |             |

## 2019
| Datum/Beginn      | Betroffenes Land       | Anschlag           | Täter                 | Politische Ausrichtung                | Mittel      | Ziel                                                                    | Tote   | Verletzte | Hintergrund        |
| ----------------- | ---------------------- | ------------------ | --------------------- | ------------------------------------- | ----------- | ----------------------------------------------------------------------- | ------ | --------- | ------------------ |
| 05. März 2019     | Vereinigtes Königreich | Anschlag in London | New IRA               | autonomistisch, irisch-republikanisch | Paketbomben | Bahnhof London Waterloo, Flughafen London Heathrow, London City Airport | 0      | 0         | Nordirlandkonflikt |
| 29. November 2019 | Vereinigtes Königreich | Anschlag in London | Usman Khan (Islamist) | islamistisch                          | Messer      | Zivilisten                                                              | 2 (+1) | 3         |                    |

## 2020
| Datum/Beginn     | Betroffenes Land       | Anschlag                | Täter | Politische Ausrichtung | Mittel | Ziel      | Tote | Verletzte | Hintergrund |
| ---------------- | ---------------------- | ----------------------- | ----- | ---------------------- | ------ | --------- | ---- | --------- | ----------- |
| 02. Februar 2020 | Vereinigtes Königreich | Messerangriff in London | -     | -                      | Messer | Streatham | 0    | 0         | -           |